# Lee Se-young (comediante)
Lee Se-Young (28 de abril de 1989) es una comediante y actriz surcoreana, conocida como anfitriona en el programa de entretenimiento de SNL Korea (tvN).

## Filmografía
| Año     | Título                           | Papel        | Ref.  |
| ------- | -------------------------------- | ------------ | ----- |
| 2015    | Reply 1988                       | Wang Ja-hyun |       |
| 2018    | What's Wrong With Secretary Kim? | cameo        |       |
| 2022-23 | Three Bold Siblings              | Streamer     | [ 3 ] |